# 폴리피사과
폴리피사과(Polyphysaceae)는 갈파래강 우산파래목에 속하는 녹조류과의 하나이다. 6속 24종으로 이루어져 있다.

## 하위 속
- 아케타불라리아속(Acetabularia) - 12종
- Chalmasia - 유일종 C. antillana
- Clypeina - 3종
- Ioanella - 유일종 I. lusitanica
- Parvocaulis - 6종
- Pseudoclypeina - 유일종 P. distomensis